# Peugeot Typ 2
Der Peugeot Typ 2 ist das erste benzinbetriebene Automodell des französischen Automobilherstellers Peugeot, von dem von 1890 bis 1891 im Werk Valentigney 4 Exemplare produziert wurden.

## Beschreibung
Die Fahrzeuge hatten einen V2-Viertaktmotor nach Lizenz Daimler, der im Heck angeordnet war und über Ketten die Hinterräder antrieb. Der Motor leistete aus 565 cm³ Hubraum 2 PS.
Bei einem Radstand von 140 cm und einer Spurbreite von 115 cm betrug die Fahrzeuglänge 230 cm, die Fahrzeugbreite 135 cm und die Fahrzeughöhe 145 cm. Die Phaeton-Karosserie bot Platz für zwei Personen. Eines der vier Fahrzeuge war ein Dreirad.